# 順天郷大学校
順天郷大学校（スンチョンヒャンだいがっこう、朝鮮語: 순천향대학교、英語: Soonchunhyang University）は、大韓民国の忠清南道牙山市にある私立大学。

## 歴史
1978年、東隠学園が設立した順天郷医科大学が始まり。初代学長には徐錫助が就任する。東隠学園の母体は順天郷病院であり、大学の運営と並行して病院の運営も手がけていた。1980年3月、順天郷大学へ名称を変更し、1984年には大学院修士課程を設置する。1990年、総合大学に昇格し順天郷大学校となる。

## 組織

### 学部
- 人文科学大学
  - 国際語文学部
    - 国語国文学専攻
    - 英語英文学専攻
    - 中国語中国文学専攻
    - 国際文化専攻

  - 教育科学部
    - 幼児教育科
    - 特殊教育科
    - 青少年教育相談学科

  - 公演映像メディア学部
    - 演劇舞踊専攻
    - 映画アニメーション専攻
    - メディアコンテンツ専攻
- 社会科学大学
  - 経営学科
  - 国際通商学科
  - 観光経営学科
  - 金融経営学科
  - 法学科
  - 行政学科
  - 警察行政学科
  - 新聞放送学科
  - 社会福祉学科

- 自然科学大学
  - 数学科
  - 電子物理学科
  - 化学科
  - 食品栄養学科
  - 環境保健学科
  - 生命科学科
  - 生命工学科
  - 海洋生命工学科
  - 体育学部
    - スポーツ科学専攻
    - 社会体育学専攻
    - スポーツ医学専攻
- 工科大学
  - コンピュータ学部
    - コンピュータソフトウェア専攻
    - コンピュータ工学専攻

  - 情報通信工学科
  - 電気電子工学科
  - 電気通信工学科
  - 電子情報工学科
  - ナノ化学工学科
  - エネルギー環境工学科
  - ディスプレー新素材工学科
  - 機械工学科
  - 建築学科
  - 情報保護学科

- 医療科学大学
  - 基礎医学科（予科）
  - 保健行政経営学科
  - 医療生命工学科
  - 医療IT工学科
  - 臨床病理学科
  - 作業療法学科
- 医科大学
  - 医学科
  - 看護学科
- 教養教育院
  - 英語教育室
  - 電算教育室
  - コミュニケーション教育室
  - 奉仕学習支援室
- 特性化学部
  - 乗馬レジャー健康産業専攻
  - 公職課程専攻
  - 資産管理専攻
  - 情報ディスプレー専攻
  - 情報通信専攻
  - 医療工学専攻
- 生涯教育学部
  - 生涯教育学部

### 大学院
- 一般大学院
  - 人文社会科学系列
    - 教育科学科
    - 国際通商学科
    - 経営学科
    - 観光経営学科
    - 社会福祉学科
    - 経済金融保険学科
    - 法学科
    - 警察行政学科
    - 青少年教育学科

  - 自然科学系列
    - 数学科
    - 物理学科
    - 化学科
    - 生物学科
    - 食品栄養学科
    - 環境保健学科
    - 遺伝工学科
    - 海洋生命工学科
    - 食品支援学科
    - 医生命科学科
    - 医科学科
    - 医薬バイオ学科

  - 芸術・体育系列
    - 体育学科
    - 演劇映画学科
    - 舞踊学科
    - 公演映像メディア学科

  - 工学系列
    - コンピュータ学科
    - 電気通信システム工学科
    - 電子工学科
    - 情報通信工学科
    - 電気・ロボット工学科
    - 情報保護学科
    - 化学工学・環境工学科
    - 新素材工学科
    - 機械工学科
    - 建築学科
    - 医療科学科

  - 医学系列
    - 医学科
    - 看護学科

- 産業情報大学院
  - 水産支援開発学科
  - 産業環境保健学科
  - 国際学科
  - 電子商取引学科
  - 電気電子工学科
  - 情報通信工学科
  - アニメーション学科
  - 情報保護学科
  - 演劇映画学科
  - 医療工学科
  - 観光サービス経営学科
  - 自動車学科
  - 鉄鋼学科
- 教育大学院
  - 教育学科
  - 教科教育学科
- 健康科学大学院
  - 病院サービス経営学科
  - 心理療法学科
  - 臨床看護学科
  - 健康美容学科
- 行政大学院
  - 行政学科
  - 警察行政学科
  - 社会福祉学科
  - 都市及び地域開発科
  - 危機管理学科
- グローバル経営大学院
  - グローバル経営学科

## 主な学術交流協定校
日本
- 大阪国際大学
- 大阪学院大学
- 愛媛大学教育学部 - 人文学部との学部間協定

中華人民共和国
- 天津外国語学院
- 山東師範大学
- 陝西師範大学
- 河北大学
- 南京大学
- 大連大学
- 河北師範大学
- 安徽大学
- 北京外国語大学

香港
- 香港理工大学

モンゴル
- ウランバートル大学

ベトナム
- ダラット大学

アメリカ合衆国
- テキサスA&M大学
- アーカンソー大学
- ポートランド州立大学
- バージニア工科大学
- ウィノナ州立大学
- オハイオ州立大学
- ハワイ大学
- ハワイ・パシフィック大学

カナダ
- ランガラ・カレッジ

イギリス
- ハダースフィールド大学
- ノーザンブリア大学

オーストラリア
- ビクトリア大学